# Borgerskapets kasern
Borgerskapets kasern var en byggnad som upptog hela kvarteret 36 Telegrafen i stadsdelen Inom Vallgraven i centrala Göteborg. Huset uppfördes 1793–1799. Byggnaden ritades av Carl Wilhelm Carlberg. Byggnaden revs 1908 och ersattes av Televerkets hus.

## Historia
Området för kvarteret var på 1700-talet en stor öppen plats och kallades för Hästbacken (del av Kungsgatan) och Ekelundstorget (senare Kaserntorget). På platsen för det senare Televerkets hus lades grundstenen den 6 november 1793 till Borgerskapets kasern, uppfört av sten i två till tre våningar kring en gård för Garnisonsregementet i Göteborg. Regementet upphörde dock redan 1801, och dess kvarvarande manskap överflyttades till Kungliga Göta artilleriregemente som då flyttade in. Byggnaden stod helt klar den 1 oktober 1799 efter ritningar av Carl Wilhelm Carlberg och hade då kostat 171 350 riksdaler. Efter att regementet den 1 oktober 1895 flyttat till de då nyuppförda Kvibergs kaserner, såldes fastighet och byggnad till Kongl. Telegrafverket, som då höll till på adressen Västra Hamngatan 15 sedan 1892 och blivit trångbott. Vid storbranden 1804 eldhärjades trähusen kring dåvarande Ekelundstorget, som i sin tur spred elden till "stadens kostsamma kasern". Kasernen klarade sig hyggligt och reparerades snabbt, men efter branden beslöts att Ekelundstorget skulle utvidgas och ändra namn till Kaserntorget. 
Kasernen revs 1908, sten för sten, för att kunna återanvändas.
På byggnadens fasad mot Kungsgatan satt en minnestavla som bevarades vid rivningen, och idag finns på Skansen Kronan. På den stod det:
| ” | CASERNE UNDER KONUNG GUSTAF IV. ADOLPHS REGERING PÅ BORGERSKAPETS BEKOSTNAD UPPFÖRD ÅR 1798 | „ |

Mot Kungsgatan finns en minnestavla, där det står: "Kungl. Göta Artilleriregemente hade på denna tomt sin kasern 1801–1895 – Kamratföreningen hugfäste minnet 1942".

## Bilder

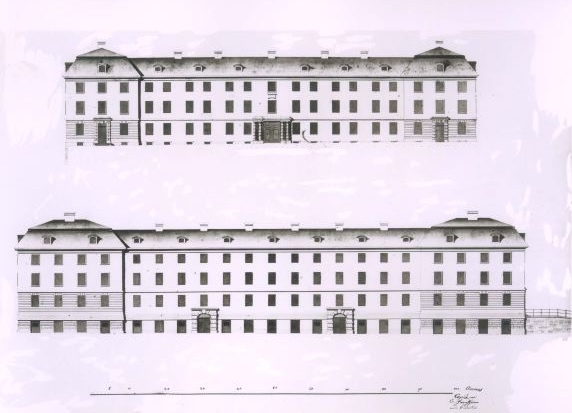
Elevationsritning av kasernen mot Kungsgatan överst och Kaserntorget nederst.
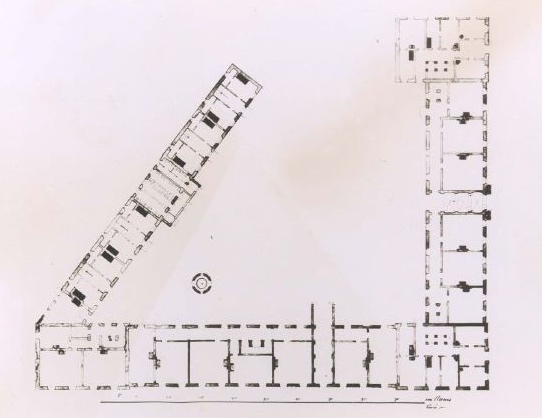
Planritning av kasernen, där Kaserntorget ligger nederst i bild.
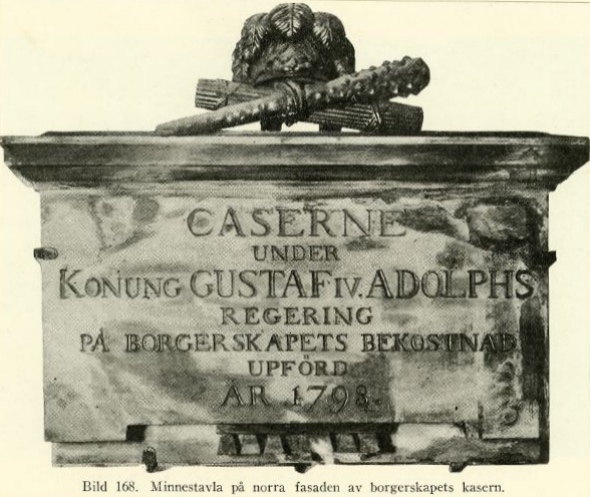
Minnestavlan som satt på byggnadens fasad mot Kungsgatan. Bevard på Skansen Kronan.
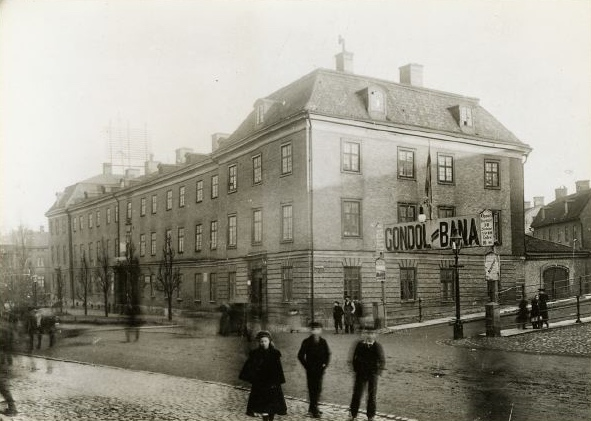
Bild av Kasernen från Kungsgatan ca 1900.
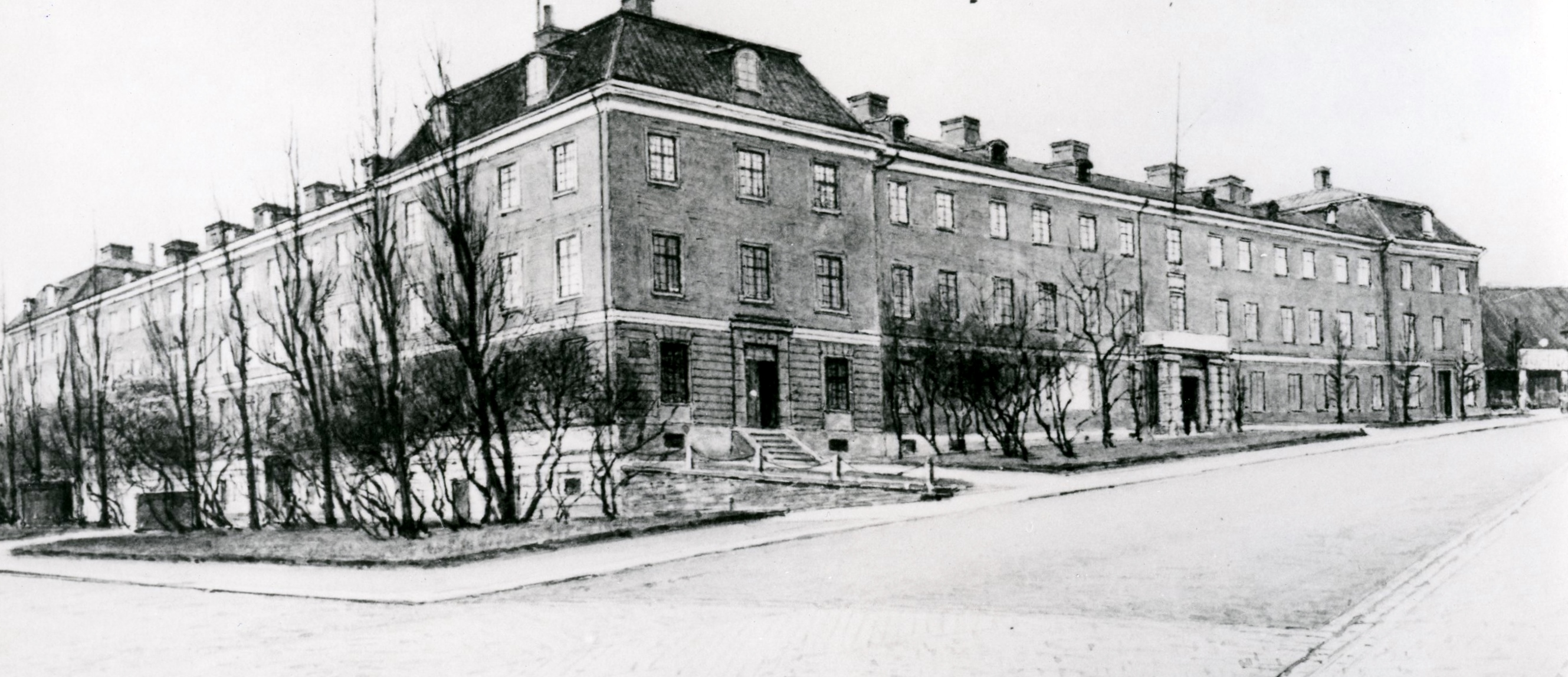
Kasernen vid Kaserntorget
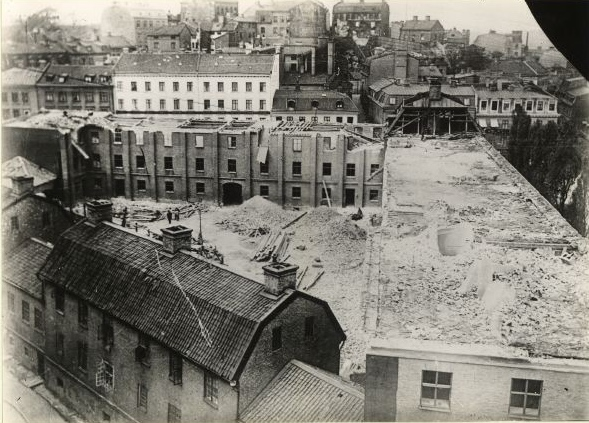
Bild från rivningen av kasernen 1908.